# Menzelinskij rajon
Il Menzelinskij rajon (in russo Мензелинский район?, in tataro: Минзәлә районы) è un municipal'nyj rajon della Repubblica Autonoma del Tatarstan, in Russia. Istituito il 10 agosto 1930, occupa una superficie di 1 919,75 chilometri quadrati, conta 27 131 abitanti ed è suddiviso in 1 città e 19 comuni rurali. Il centro amministrativo è la città di Menzelinsk. Il distretto si trova sulla riva sinistra del fiume Kama.